# Martin Groß

Martin Groß

Martin Groß (* 8. Mai 1901 in Foschenroda; † 15. Mai 1945 in Weimar) war ein deutscher Politiker (NSDAP). Von März 1936 bis 1945 saß er als Abgeordneter im nationalsozialistischen Reichstag.

## Leben und Wirken
Groß besuchte von 1907 bis 1915 die Volksschule in Netzschkau und begann im April 1915 eine kaufmännische Lehre, während er zugleich die Höhere Spinn- und Webschule in Reichenbach und Städt besuchte. Ab 1918 verdiente er seinen Lebensunterhalt als Handlungsgehilfe, Buchhalter und Disponent im Getreidehandel; später arbeitete er als Geschäftsführer in Tabak-Filialunternehmen.
Anfang 1923 war Groß der NSDAP beigetreten. Während des Parteiverbots gehörte er von November 1923 bis Februar 1925 der sogenannten „wilden Sturmabteilung“ in Weimar an. Nach Aufhebung des Parteiverbots trat er am 27. März 1925 erneut der NSDAP bei (Mitgliedsnummer 1.333). Er gehörte zu den Gründern der Ortsgruppe Weimar und wurde Ortsgruppenleiter in Bad Sulza. Im November 1925 trat er der SA bei.
Ab Oktober 1930 war Groß hauptamtlich in der Gaukassenverwaltung der Gauleitung Thüringen als Buchhalter und Kassierer tätig. Die SA verließ er im Oktober 1932. Am 1. August 1934 wurde er zum Gauamtsleiter und Gauschatzmeister der Gauleitung Thüringen der NSDAP ernannt und am 1. Oktober 1935 zum ehrenamtlichen Ratsherr der Stadt Weimar bestellt. Am 5. Juli 1936 erfolgte seine Aufnahme im Rang eines SS-Standartenführers in die Allgemeine SS (SS-Nummer 280.904). Er war ehrenamtlicher SS-Führer beim Stab des SS-Abschnitts XXVII (Weimar). In der SS erreichte er 1938 den Rang eines SS-Oberführers.
Vom 29. März 1936 bis zum Ende der NS-Herrschaft im Frühjahr 1945 saß Groß als Abgeordneter für den Wahlkreis 12 (Thüringen) im nationalsozialistischen Reichstag. Er war Oberbereichsleiter der NSDAP, Mitglied der Mitteldeutschen Landesbank sowie des Aufsichtsrates der Weimar-Halle AG.